# Экет (Швеция)
Экет (швед. Eket; Шведское произношение: [ˈêːkɛt]) — населённый пункт на юге Швеции. Расположен в коммуне Эркелльюнга, входящей в состав лена Сконе.
В 1875 году в Экете была освящена новая Рюа церковь, старая приходская церковь сохранена в виде руины. Перенос был осуществлен в связи с изменением дорожной сети и общества в период индустриализации.
Через Экет проходила железная дорога, закрытая в 1983 году. Насыпь и некоторые станционные домики сохранились, насыпь используется как велодорожка в Эркелльюнга.

## Население
Население Экета на конец декабря 2020 года составляло около 430 человек.
| 31 декабря 2010 | 31 декабря 2015 | 31 декабря 2016 | 31 декабря 2017 | 31 декабря 2018 | 31 декабря 2019 | 31 декабря 2020 |
| --------------- | --------------- | --------------- | --------------- | --------------- | --------------- | --------------- |
| 409             | ↗412            | ↗414            | ↘399            | ↘383            | ↗406            | ↗434            |
| 31 декабря 2023 |                 |                 |                 |                 |                 |                 |
| ↗450            |                 |                 |                 |                 |                 |                 |